# Skótok
A skótok Skóciában élő kelta eredetű nép. Jelentős számban élnek még skótok Észak-Amerikában és Ausztráliában. Számuk Nagy-Britanniában kb. 5 100 000. A középkori irodalmi skót nyelvet kiszorította az angol köznyelv, a skótok mai nyelve az észak-angol nyelvjárás. Sajátos népcsoportjuk a gaelek. Jelenlegi lakóhelyükre a 3–5. század között jutottak. A kereszténység az 5. században terjedt el körükben. A hívő skótok a skót presbiteriánus egyház hívei.

## Fordítás
Ez a szócikk részben vagy egészben  a   Scottish people című angol Wikipédia-szócikk fordításán alapul.  Az eredeti cikk szerkesztőit annak laptörténete sorolja fel. Ez a jelzés csupán a megfogalmazás eredetét és a szerzői jogokat jelzi, nem szolgál a cikkben szereplő információk forrásmegjelöléseként.